# 1979 في كوريا الجنوبية
فيما يلي قوائم الأحداث التي وقعت خلال عام 1979 في كوريا الجنوبية.

## سياسة

### تعيين في المنصب
- 26 أكتوبر – تشوي كيو ها رئيس كوريا الجنوبية.

### انتهاء فترة المنصب
- 26 أكتوبر – باك تشونغ هي رئيس كوريا الجنوبية.
- 26 أكتوبر – باك غن هي السيدة الأولى لكوريا الجنوبية.

## أحداث
- 2 أبريل – محطة الإذاعة المحلية كي بي إس إف أم (KBS FM) تبدأ البث بنظام الصوت المجسم استيريو.

## مواليد

### يناير
- 8 يناير – سول غي هيون لاعب كرة قدم كوري جنوبي.

### فبراير
- 20 فبراير – سونغ جونغ غك لاعب كرة قدم كوري جنوبي.

### مارس
- 29 مارس – بارك سي يون ممثلة كورية جنوبية.

### أبريل
- 2 أبريل – تشو ين جونغ لاعبة كرة مضرب كورية جنوبية.
- 12 أبريل – إي سو يونغ مغنية كورية جنوبية.
- 26 أبريل – إي ين هيونغ
- 29 أبريل – إي دونغ غك لاعب كرة قدم كوري جنوبي.

### مايو
- 10 مايو – إي هيو ري مغنية كورية جنوبية.

### يوليو
- 11 يوليو – إم سو جونغ ممثلة كورية جنوبية.

### سبتمبر
- 24 سبتمبر – جن جونغ أه لاعب رماية كوري جنوبي.

### أكتوبر
- 10 أكتوبر – كانغ تا مغني كوري جنوبي.
- 11 أكتوبر – باي دونا ممثلة كورية جنوبية.
- 11 أكتوبر – كم يونغ داي لاعب كرة قدم كوري جنوبي.

### نوفمبر
- 9 نوفمبر – كيم جو سونغ لاعب كرة سلة كوري جنوبي.

## وفيات

### أكتوبر
- 26 أكتوبر – باك تشونغ هي (مواليد 1917) رئيس كوريا الجنوبية.